# L.J. Rose
Lynden Bernard Rose jr., detto L.J. (Houston, 11 dicembre 1993), è un ex cestista statunitense con cittadinanza bahamense.
È il figlio di Lynden Rose, anch’egli cestista.

## Palmarès
- Campione NIT (2013)